# Fletcherobrachys stillata
Fletcherobrachys stillata är en insektsart som först beskrevs av Ernst Evald Bergroth 1907.  Fletcherobrachys stillata ingår i släktet Fletcherobrachys och familjen Eurybrachidae. Inga underarter finns listade i Catalogue of Life.